# كيران أوهارا
كيران أوهارا (بالإنجليزية: Kieran O'Hara)‏ (ولد في 22 أبريل 1996) هو لاعب كرة قدم يلعب مع مانشستر يونايتد ومنتخب جمهورية أيرلندا تحت 21 سنة لكرة القدم كحارس مرمى.

## وصلات خارجية
- كيران أوهارا على موقع الاتحاد الدولي (مؤرشف)  (الإنجليزية)
- كيران أوهارا على موقع الاتحاد الأوربي (الإنجليزية)
- كيران أوهارا على موقع إي إس بي إن إف سي (الإنجليزية)
- كيران أوهارا على موقع قاعدة بيانات كرة القدم.إي يو (الإنجليزية)
- كيران أوهارا على موقع ناشيونال فوتبول تيمز (الإنجليزية)
- كيران أوهارا على موقع Soccerbase.com (لاعب) (الإنجليزية)
- كيران أوهارا على موقع Soccerway.com (الإنجليزية)
- كيران أوهارا على موقع AS.com (الإسبانية)